# (924) Toni
(924) Toni est un astéroïde évoluant dans la ceinture principale, découvert le 20 octobre 1919 par l'astronome allemand Karl Wilhelm Reinmuth depuis l'observatoire du Königstuhl.
Son nom se réfère au prénom féminin.